# Inoffizielle Ringer-Europameisterschaften 1905
Die in heutiger Wertung Inoffiziellen Ringer-Europameisterschaften 1905 fanden vom 28. bis zum 29. Januar 1905 in Amsterdam statt. Die Ringer wurden nicht in Gewichtsklassen unterteilt. Gerungen wurde im damals üblichen griechisch-römischen Stil. Auf den ersten drei Plätzen landeten Ringer aus dem Deutschen Reich.

## Ergebnisse
| Platz | Land            | Sportler      |
| ----- | --------------- | ------------- |
| 1     | Deutsches Reich | Franz Blonner |
| 2     | Deutsches Reich | Willi Dießner |
| 3     | Deutsches Reich | W. Thiel      |